# Garcibarrigoa
Garcibarrigoa là một chi thực vật có hoa trong họ Cúc (Asteraceae).

## Loài
Chi Garcibarrigoa gồm các loài: